# Kuchajda
Kuchajda je jezero v Bratislavě na Slovensku. Vzniklo v místě, kde se těžil štěrk. Nachází se v městské části Nové Mesto v okrese Bratislava III. Jeho jméno pochází z německého Kuhheide, které znamená pastvina pro krávy a z něhož lze odvodit původní využití lokality.

## Kvalita vody
V jezeře došlo několikrát ke zhoršení kvality vody vlivem zvýšeného obsahu sinic.

## Využití
Dnes jezero slouží k rybolovu a jako přírodní koupaliště. Přístup je možný od nedaleké železniční stanice Bratislava-Nové Mesto nebo od obchodního centra Polus City Center.